# Stars and Stripes (báo)

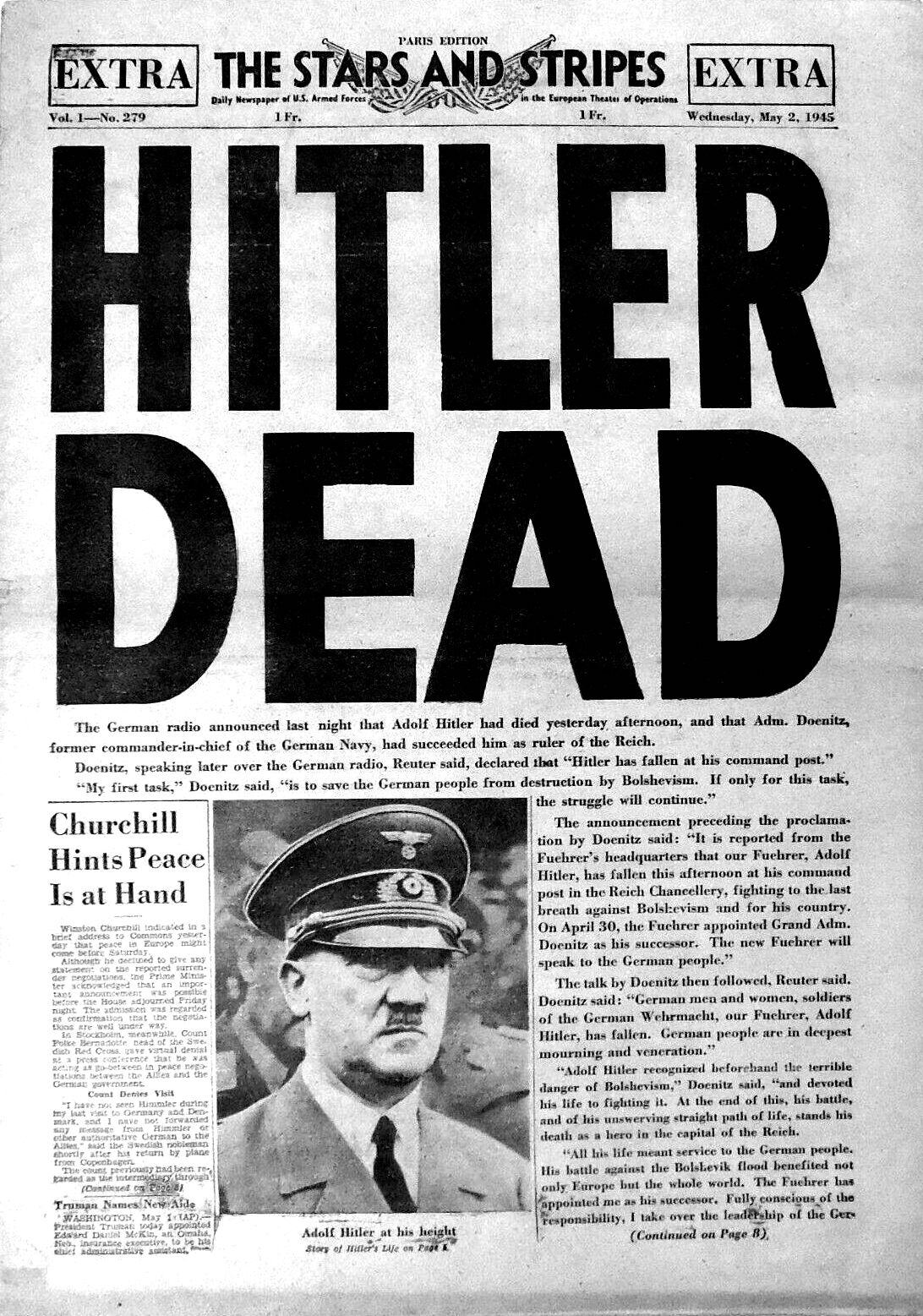
Stars and Stripes báo cáo cái chết của Hitler ngày 2 tháng 5 năm 1945.

Stars and Stripes hay Sao và Sọc là một tờ báo trực thuộc Bộ Quốc phòng Hoa Kỳ nhưng biên soạn tin tức độc lập về những vấn đề ảnh hưởng đến quân nhân. Tờ báo hoạt động dưới tự do báo chí của Tu chính án I Hiến pháp và một kiểm tra viên độc lập báo cáo thường xuyên cho Quốc hội vì lợi ích của toàn thể độc giả. Cùng với trang Web, Stars and Stripes cũng xuất bản bốn nhật báo cho quân nhân Mỹ đóng quân hải ngoại. Các bản châu Âu, Trung Đông, Nhật Bản, và Hàn Quốc cũng có sẵn trực tuyến để tải xuống miễn phí. Hãng thông tin có trụ sở đóng tại Washington, D.C.
Tờ Stars and Stripes khởi đầu ngày 9 tháng 11 năm 1861, trong Nội chiến Hoa Kỳ, khi các Trung đoàn Bộ binh 11, 18, và 29 từ Illinois cắm trại tại Bloomfield, Missouri. Các lính vào văn phòng bị bỏ rơi của nhật báo địa phương và in một tờ báo nói về các hoạt động của các trung đoàn. Tờ báo được xuất bản liên tục tại châu Âu từ 1942 và tại chiến trường Thái Bình Dương từ 1945.